# Prófase I
A Prófase I é a primeira etapa da meiose I. Nela ocorre o pareamento dos cromossomas homólogos e pode acontecer um fenômeno conhecido como crossing-over (também chamado de permuta). Como a prófase I é longa, ela pode ser dividida nas seguintes etapas:
1. Leptóteno (leptós = fino). Inicia-se a espiralização cromossômica, nessa fase os filamentos cromossômicos são finos, pouco visíveis e já é constituído cada um por duas cromátides.
2. Zigóteno (zýgós = par). Começa a atração e o pareamento dos cromossomos homólogos; é um pareamento ponto por ponto conhecido como sinapse cromossômica (o prefixo do grego e significa união).
3. Paquíteno (pakhus = espesso). Nessa fase, a espiralização progrediu sendo assim as duas cromátides de cada homólogo pareado bem visíveis, ou seja, quatro cromátides sendo esse conjunto chamado por tétrade ou par bivalente. Em geral o Crossing-Over ocorre.
4. Diplóteno (diplóos = duplo). Ocorre o início afastamento dos homólogos, evidenciam-se entre eles algumas regiões em que estão em contato, essas regiões são chamadas de Quiasmas (qui corresponde a letra "X" em grego). Esses quiasmas representam as regiões onde aconteceu o Crossing-Over. O nome refere-se ao fato de as cromátides estarem visivelmente separadas, apesar disso já ter acontecido anteriormente.
5. Diacinese (diá = através; kineses = movimento). Essa é a fase final, nela ocorre a finalização do afastamento das cromátides, os quiasmas parecem "escorregar" para as extremidades e a espiralização dos cromossomos aumenta.

Enquanto acontecem esses eventos, os centríolos, que duplicaram, migram para os pólos opostos organizam o fuso de divisão (também chamado de fuso mitótico e é formado pela proteína tubulina); os nucléolos desaparecem; a carioteca se desfaz após o término da prófase I, prenunciando a ocorrência da Metáfase I,seguido de anafase I